# Ponte Blu
Il Ponte Blu (in russo Синий мост?, Sinij most), è un ponte sul fiume Mojka a San Pietroburgo. Situato al di sotto dell'estremità di Piazza Sant'Isacco, con i suoi 97,3 metri di larghezza (contro i soli 32 di lunghezza) è il ponte più largo della città.

## Storia
Un ponte di legno che attraversava la Mojka in questo punto esisteva già nel 1737, mentre il primo ponte metallico fu progettato nel 1805 dall'architetto russo di origine scozzese Willian Heste (in russo Василий Иванович Гесте?, talvolta conosciuto anche come William Hastie o Vasily Geste) e realizzato 13 anni dopo nel 1818.
Tra il 1842 e il 1844 il ponte fu ampliato fino alla larghezza di 97,3 metri, in modo da poter ospitare sopra di esso parte di Piazza Sant'Isacco. 

## Descrizione

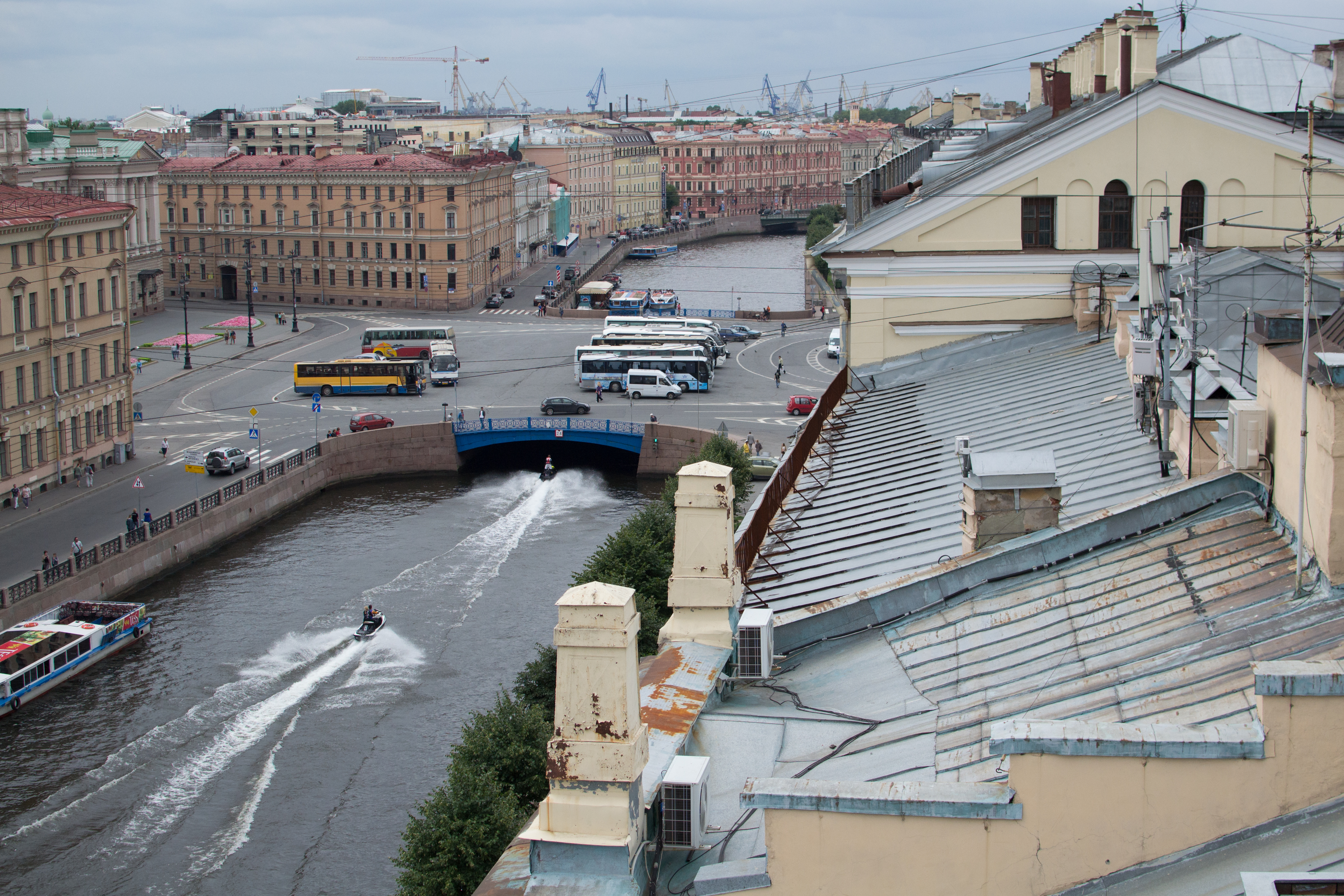
Vista dall'alto del ponte

Il ponte si trova in corrispondenza di Piazza Sant'Isacco, a valle del Ponte Rosso e a monte del Ponte delle Lanterne. Il nome riprende chiaramente il suo colore e deriva dal fatto che agli inizi del XIX secolo vi era la tradizione di chiamare con dei colori i ponti realizzati sopra la Mojka. Altri ponti battezzati in questo modo e ancora esistenti sono il Ponte Rosso e il Ponte Verde, mentre il Ponte Pevčeskij, in origine conosciuto come Ponte Giallo, è stato negli anni rinominato e sostituito con una struttura metallica non colorata.
Il ponte è costituito da un'unica campata ad arco in ghisa, le cui estremità visibili all'esterno sono verniciate di un acceso colore blu. La sua larghezza, pari a circa tre volte la lunghezza, fa sì che mentre ci si è sopra il ponte assomigli ad una piazza e se non fosse per le ringhiere in ghisa, anch'esse verniciate di blu, un passante distratto potrebbe non accorgersi di essere sopra un ponte.
Con i suoi 97,3 metri di larghezza è ponte più largo di San Pietroburgo. Molti lo considerano anche il ponte più largo del mondo, ma tale record non è riconosciuto dal Guinness dei primati.